# 維道古律斯站 (馬尼拉輕軌)
維道古律斯站位在馬尼拉馬拉提區，屬於馬尼拉輕軌1號線的車站，於1984年12月1日正式啟用。該車站鄰近塔夫脱大道和帕布羅·奧坎波街（原名維道·古律斯街）路口，為馬尼拉市馬拉提區的交通服務。
本站由於輕生事件發生率較高，列車進站時設有特別速限以降低事故次數。

## 周邊設施
車站緊鄰菲律賓中央銀行、哈里森廣場和佛光山萬年寺，阿雷拉諾大學法學院、德拉薩爾大學、德拉薩爾聖百尼德學院與聖思嘉學院等學校也在車站周圍，另外附近的黎剎紀念體育中心和菲律賓文化中心分別包含眾多體育及文化設施，

## 車站結構
| 3樓  | 側式月台，車門由右側開啟 | 側式月台，車門由右側開啟                         |
| 3樓  | A月台                    | ← 1號線 小費爾南多·波因方向                      |
| 3樓  | B月台                    | → 1號線 桑托斯博士方向 →                         |
| 3樓  | 側式月台，車門由右側開啟 |                                                  |
| 2樓  | 車站大廳                 | 驗票閘門、售票亭、車站控制、商店                 |
| 地面 | 街區                     | 德拉薩爾大學、德拉薩爾聖百尼德學院、大學購物中心 |